# Крафт (Насау-Саарбрюкен)
Крафт (Крато) фон Насау-Саарбрюкен (на немски: Kraft (Crato) von Nassau-Saarbrücken; * 7 април 1621, Саарбрюкен; † 25 юли 1642, Щрелен) е граф на Насау-Саарбрюкен (1640 – 1642).

## Биография
Той е най-възрастният син на граф Вилхелм Лудвиг фон Насау-Саарбрюкен (1590 – 1640) и съпругата му маркграфиня Анна Амалия фон Баден-Дурлах (1595 – 1651), дъщеря на маркграф Георг Фридрих фон Баден-Дурлах.
През Тридесетгодишната война цялата фамилия бяга на 16 юни 1635 г. в свободния имперски град Мец. Баща му умира на 22 август 1640 г. в Мец. Той наследява баща си през 1640 г. под регентството на майка му.
Той е убит на 25 юли 1642 г. на 21 години в битката при Щрелен, Северен Рейн-Вестфалия. Наследен е от по-малкия му брат Йохан Лудвиг.